# Петров, Сергей Митрофанович
Серге́й Митрофа́нович Петро́в (28.05.(10.06)1905, Козлов, Тамбовская губерния — 15.04.1988, Москва) — советский литературовед, критик, доктор филологических наук, профессор, автор более 40 книг по истории и теории литературы.

## Биография
Родился в семье приказчика в лавке, мать родом из купцов. Помимо его у родителей были брат и две сестры. Окончив школу, работал в библиотеке, где встретил свою жену Марию Ильиничну Евстратову (1907—1973). В 1930 году окончил литературный факультет Московского университета, а в 1937 — аспирантуру. Ученик В. Ф. Переверзева.
С 1948 по 1954 год работал заместителем директора Института мировой литературы им. Горького, одновременно исполнял обязанности доцента и профессора в МГПИ им. В. И. Ленина, МГУ и АОН. В 1955 году, наряду с несколькими партийными идеологами, стал фигурантом сексуального скандала («дело гладиаторов»). Докторскую диссертацию «Русский исторический роман» защитил в декабре 1957 года. Общался с В. В. Вересаевым и Л. М. Леоновым.
С 1967 по 1982 год жил в ЖСК «Советский писатель»: Красноармейская улица, д. 21 (до 1969: 1-я Аэропортовская ул., д. 20)

## Основные работы
Книги
- И. А. Гончаров. М., 1951;
- Исторический роман А. С. Пушкина. М., 1953;
- Советский исторический роман в послевоенные годы. М., 1953;
- А. С. Грибоедов. Критико-биографический очерк. М., 1954 (2-е изд.);
- И. С. Тургенев. Жизнь и творчество. М., 1957 (2-е изд. 1968);
- Советский исторический роман. М., 1958;
- А. С. Пушкин. Очерк жизни и творчества. М., 1961 (2-е изд. 1973);
- И. С. Тургенев. Творческий путь. М., 1961 (2-е изд. 1979);
- Исторический роман в русской литературе. М., 1961;
- Проблемы реализма в художественной литературе. М., 1962.
- Реализм. М., 1964;
- Русский исторический роман XIX в. М., 1964 (2-е изд. 1984);
- Возникновение и формирование социалистического реализма. М., 1970;
- Критический реализм. М., 1974 (2-е изд. 1980)
- Основные вопросы теории реализма. Критический реализм. Социалистический реализм. М., 1975;
- Социалистический реализм в художественной литературе: очерк. М., 1976;
- Русский советский исторический роман. М., 1980;
- Социалистический реализм: история, теория, современность. М., 1984.

Статьи
- О реализме как художественном методе // Вопросы литературы. 1957. № 2;
- Рождение социалистического реализма // «Русская литература», 1958, № 1.
- О сущности типического // Вопросы литературы. 1958. № 2;
- Величие искусства, несущего правду // Вопросы литературы. 1963. № 10;
- Возникновение социалистического реализма в творчестве А. М. Горького // «Вестник МГУ. Филология», 1966, № 3.

Составитель и редактор
- Литература позднего феодализма и раннего Возрождения: хрестоматия. М., 1930;
- Л. Н. Толстой в школе. М., 1965 (совм. с В. В. Голубковым);
- История русской литературы XIX века / под ред. профессора С. М. Петрова. — Издание 2-е. — М.: Просвещение, 1971. — 317, [3] с.: орнаменты.- 100 000 экз.

## Отзывы
Литературовед, литературный критик, журналист, писатель и публицист Б. Г. Яковлев отмечал: 

Прекрасно образованный, эрудит, тонко чувствовавший специфику времени… Это был замечательный человек, умевший ненавязчиво подсказать, что надо прочесть из прошлого нашей и зарубежной литературы, как построить научное исследование в содержательном и структурном смыслах.